# Maciej Nalepa
Maciej Nalepa (ur. 31 marca 1978 w Tarnowie) – polski piłkarz grający na pozycji bramkarza.
Jego brat Grzegorz (ur. 1977) również został bramkarzem piłkarskim.

## Kariera klubowa
Karierę zaczynał w Stali Rzeszów. Potem grał m.in. w Resovii Rzeszów, Hetmanie Zamość, Stali Sanok (1999), Stali Stalowa Wola oraz w Karpatach Lwów, gdzie grał od roku 2001. W międzyczasie wystąpił w 9 spotkaniach łotewskiej ekstraklasy w roku 2005 w zespole FK Venta Kuldīga. Po powrocie z Łotwy stracił miejsce w podstawowym składzie Karpat Lwów. W związku z tym piłkarz przeniósł się do innego klubu ukraińskiej ekstraklasy FK Charków. Po sezonie opuścił Ukrainę i szukał klubu w Polsce. Był bliski podpisania kontraktu z ŁKS-em Łódź, Zagłębiem Lubin i Polonią Bytom.
18 października 2009 Maciej Nalepa podpisał kontrakt z Piastem Gliwice. Następnie pozostawał bez klubu. Wiosną 2011 przeszedł do Odry Wodzisław Śl. Od 2012 przez cztery sezony był zawodnikiem klubu Piast Tuczempy. W 2015 krótkotrwale był piłkarzem macierzystej Stali Rzeszów. Od lutego do kwietnia 2016 był zawodnikiem klubu Wisłok Wiśniowa, lecz w jego barwach nie zagrał w meczu ligowym.
Na stałe zamieszkał w Rzeszowie.

## Kariera reprezentacyjna
W latach 2002–2004 Nalepa był powoływany do reprezentacji, w której rozegrał dwa mecze, nie wpuszczając gola.
Mecze w Reprezentacji Polski
| lp. | Data           | Miejsce      | Przeciwnik  | Rezultat | Rozgrywki  | Grał   | Uwagi |
| --- | -------------- | ------------ | ----------- | -------- | ---------- | ------ | ----- |
| 1.  | 6 czerwca 2003 | Poznań       | Kazachstan  | 3-0      | towarzyski | od 46' |       |
| 2.  | 21 lutego 2004 | San Fernando | Wyspy Owcze | 6-0      | towarzyski | do 45' |       |